# Малишевська Олена Ігорівна
Олена Ігорівна Малишевська (28 вересня 1967, Київ) — українська поетеса, кінознавиця, перекладачка. Пише українською та російською мовами.

## Життєпис
Народилася в Києві, у журналістській родині. Батько — український письменник, драматург та журналіст Ігор Малишевський, чиї батьки теж були журналістами. Матір — Лариса Георгіївна Малишевська, журналістка. Двоюрідний прадід — Вітольд Малішевський, видатний польській і український композитор і педагог, засновник та ректор Одеської консерваторії, професор Варшавської консерваторії. Двоюрідна сестра Вітольда Малишевського, Ядвіга Кринська, була дружиною Василя Листовничого, українського інженера і архітектора, який був одним із власників будинку на Андріївському узвозі, відомого нині як «Дім Листовничого».
Закінчила факультет кінознавства Київського державного інституту театрального мистецтва ім. Карпенка-Карого. Публікувалася в газетних і журнальних виданнях, працювала на телебаченні. Автор кількох документальних фільмів і телевізійних проектів. У 2014 році презентувала свою поетичну збірку в Будинку-музеї Булгакова. 
У березні 2015 року заснувала літературний проект «Вхід з веранди» (рос. «Вход с веранды»), журфікси якого відбуваються в Домі Листовничого.
Є членом редакційної колегії альманаху «Новий Гільгамеш».
Одружена, має двох доньок. Сестра Тетяна — художник.

## «Вхід з веранди»
У березні 2015 року заснувала літературний проект «Вхід з веранди» в Музеї Булгакова. Під час презентації проекту поетеса зауважила, що «це місце її обрало, а не вона місце», маючи на увазі її родинні стосунки з колишнім власником будинку. Поставивши собі за мету долучитися до відродження культурного життя Києва, Олена Малишевська разом з координатором проектів Олександром Морозовим створили один з найуспішніших в Україні культурних проектів останніх років. За три роки існування проекту серед запрошених гостей, чиї творчі вечори пройшли в рамках «Входу з веранди», були відомі письменники, поети, художники та музиканти України та інших країн: Матвій Вайсберг, Олексій Нікітін, Олексій Олександров, Андрій Курков, Каріне Арутюнова, Володимир Рафєєнко, Марина Козлова, Олександр Самарцев, Марина Гарбер, Маріетта Чудакова, Михайло Юдовський, Ірина Іванченко, Євген Громов, Петро Мідянка, Валерій Балаян, Дзвінка Матіяш та інші.
У 2017 році один з вечорів був присвячений хазяїну дому № 13 на Андріївському узвозі Василю Листовничому і композитору Вітольду Малішевському